# Chambre de commerce et d'industrie des Alpes-de-Haute-Provence

Logo de la chambre de commerce et d'industrie des Alpes-de-Haute-Provence.

La chambre de commerce et d'industrie territoriale des Alpes-de-Haute-Provence est la CCIT du département des Alpes-de-Haute-Provence. Son siège est à Digne-les-Bains au 60, boulevard Gassendi.
Elle a une antenne à Manosque.
Elle fait partie de la chambre de commerce et d'industrie de région Provence-Alpes-Côte d'Azur.

## Missions
Comme chambre de commerce et d'industrie territoriale, elle est un organisme chargé de représenter les intérêts des entreprises commerciales, industrielles et de service des Alpes-de-Haute-Provence et de leur apporter certains services. C'est un établissement public qui gère en outre des équipements au profit de ces entreprises.
Comme toutes les CCIT, elle est placée sous la tutelle du préfet du département représentant le ministère chargé de l'industrie et le ministère chargé des PME, du Commerce et de l'Artisanat.

## Pour approfondir